# Grivasti vuk
Grivasti vuk (lat. Chrysocyon brachyurus) - vrsta zvijeri iz porodice Canidae.
Obitava u Južnoj Americi, posebno u: Brazilu, sjevernoj Argentini, Paragvaju, Boliviju i na jugu Perua. Stanište su mu otvorena predjela s obraslom travom ili niskim grmljem, koje mu služi kao zaklon kad vreba plijen ili pazi na opasnost.
Grivasti vuk ima dužinu tijela od 95-107 cm, s 35-49 cm dugim repom. Težak je 20-25 kg. Njegov izgled podsjeća na crvenu lisicu s iznimno dugim nogama i upečatljivom grivom preko ramena. Duge mu noge dopuštaju da vidi kroz visoku travu, a pandže olakšavaju kretanje u močvarnom okruženju. Poznat je po svojem jakom mirisu.
Mužjaci i ženke nastanjuju zajednički teritorij, ali obično se sastaju tek u sezoni parenja. Parenje se odvija u kasno proljeće, 2-5 mladunaca izlaze u kolovozu i rujnu. Trudnoća traje 62 do 66 dana. Majka se sama brine za mladunce, koji sišu mlijeko do 15 tjedana. Mladunci potpuno sazrijevaju kad napune 1 godinu. Grivasti vukovi žive oko 16 godina. Monogamna je vrsta i čitav život ima jednog partnera. Aktivni su u sumrak i noću.
Svejed je i lovi male i srednje sisavce poput glodavaca (posebno kunića), kao i ptice i ribe. Više od 50% prehrane sastoji se od biljne hrane - šećerne trske, raznih gomolja i voća (pogotovo vučja jabuka - "Solanum lycocarpum").
Govori se da grivasti vukovi jedu stoku, pogotovo perad, pa ga u nekim krajevima smatraju štetočinom.